# オービル
オービル（Orville）もしくはオービル by ギブソン（Orville by Gibson）は、ギブソン・ギター・コーポレーションが1980年代後半から1990年代にかけて日本市場向けに展開していたギター・ブランド。1902年にギブソンを創業したオーヴィル・ギブソンの名を借りている。
「オービル by ギブソン」の名で製造された製品は、エレクトリック・ギターとベースが存在した。ピックアップやその他のハードウェアパーツをギブソンから供給されたモデルを「オービル by ギブソン」として、日本製パーツを使用していたモデルを「オービル」として販売していた。

## ヒストリー
1970年代から80年代にかけて、アイバニーズ、トーカイ、バーニー、グレコといったブランド名を持つ日本のギター・メーカーは、フェンダーやギブソンの高品質なコピー・ギターを製造していた。一部のブランドは日本市場のみで販売されたが、アイバニーズのような他のブランドも輸出された。フェンダーとギブソンは日本支社を開設し、日本市場向けにフェンダー／スクワイア、ギブソン／エピフォンのブランド名を使って日本でギターを製造した。

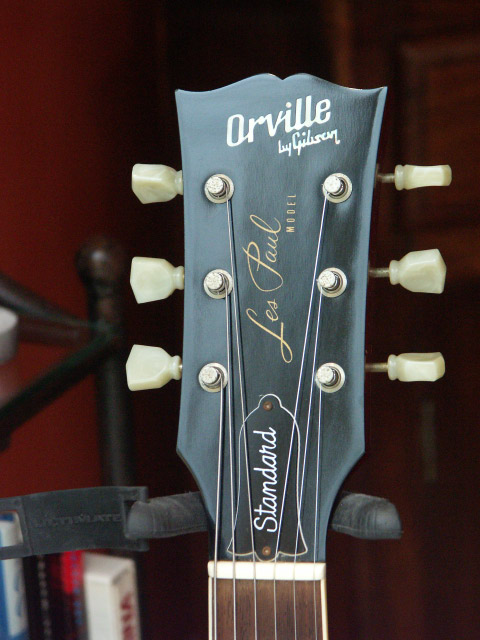
An Orville guitar headstock

フェンダーは1982年にフェンダー・ジャパンを設立し、山野楽器と神田商会と契約し、フェンダーと共同でフェンダー・ジャパンのギターの生産と販売を統括した。山野楽器は日本最大級の楽器流通小売業者であり、神田商会は日本最大級の楽器流通業者である。ギブソンは1970年代初頭にエピフォン・ジャパンを設立し、生産と販売はアリア（荒井貿易）がギブソンと協力して行った。
アリアとギブソン・エピフォン・ジャパンの提携は1983年に終了し、輸出用エピフォン・ギターの生産は韓国に移された。1987年、山野楽器はギブソンとエピフォンの日本における販売権を取得。山野楽器はギブソンと韓国エピフォンのギターを販売し、ギブソンと共同でエピフォン・ジャパンのセミアコースティック・ギターも限定生産した。
1988年、山野楽器はエピフォン・ジャパンのモデルレンジを拡大し、ソリッドボディ・モデルとセミアコースティック・モデルを追加することを決定した。ギブソンと山野楽器は、拡大されたモデルレンジにエピフォンのブランド名を使用しないことを決定し、代わりにオービルの名前が選ばれた。オービルとは、ギブソンの創業者オービル・ギブソンのファーストネームである。「オービル・バイ・ギブソン」シリーズが発表された1988年当時、ギブソンはアメリカ製のギブソン・ギター、日本製のエピフォン・ギター、韓国製のエピフォン・ギターも日本で販売していた。オーヴィル・バイ・ギブソン・シリーズは山野楽器が販売し、価格はアメリカ製ギブソン・ギターと韓国製エピフォン・ギターの中間であった。
オーヴィル・バイ・ギブソンのモデル・レンジは、1988年の発売開始から1998年の終了までの間に、多くの変更があった。ギブソンと山野楽器は、ソリッドボディやセミアコースティックモデルを含む、拡大したエピフォン・ジャパンのモデルレンジを輸出することを決定したため、1998年に生産を終了した。ギブソンと山野楽器は2006年末に関係を解消した。

## エピフォン・ジャパン
エピフォン・ジャパンは1970年代初頭にギブソンによって設立され、販売店のほとんどはアリアがギブソンと協力して運営していた。アリア・エピフォン・ジャパンのギターの製造には、日本のマツモク工業で行われた。1983年、エピフォンの輸出生産は日本から韓国に移った。そして1987年、山野楽器はエピフォン・ジャパンの販売権を獲得し、ギブソンとの協力のもと、エピフォン・ジャパンのセミ・アコースティック・モデルを限定生産した。山野楽器エピフォン・ジャパンのギターは、日本の寺田楽器で生産された。1998年にギブソンと山野楽器がオーヴィルの生産を終了した後、ギブソンと山野楽器は、ソリッドボディやセミアコースティックモデルを含む、エピフォン・ジャパンのモデルレンジを拡大した。
ギブソン/山野楽器エピフォンジャパンギターの一部は輸出された。輸出向けエピフォン・ジャパンのギターには、ギブソン・スタイルのオープン・ブック・ヘッドストックはない。エピフォン・ジャパンのオープン・ブック・ヘッドストック・ギターは、日本市場向けにのみ生産された。オーヴィル・バイ・ギブソンとオーヴィル・ギターのすべてを製造していた寺田楽器とフジゲンは、ギブソン/山野楽器エピフォン・エリートおよびエピフォン・エリティスト・シリーズの製造にも使用され、寺田楽器は主にセミアコースティック・モデルを、フジゲンは主にソリッド・ボディ・モデルを製造していた。ギブソンと山野楽器は2006年末に関係を解消した。